# Маунтин Сити (Тенеси)
Маунтин Сити (енгл. Mountain City) град је у америчкој савезној држави Тенеси.

## Демографија
По попису из 2010. године број становника је 2.531, што је 148 (6,2%) становника више него 2000. године.
| Група             | 2000.         | 2010.         |
| Белци             | 2.323 (97,5%) | 2.418 (95,5%) |
| Афроамериканци    | 22 (0,9%)     | 25 (1,0%)     |
| Азијати           | 6 (0,3%)      | 5 (0,2%)      |
| Хиспаноамериканци | 19 (0,8%)     | 56 (2,2%)     |
| Укупно            | 2.383         | 2.531         |